# Hope Sandoval
Hope Sandoval (Los Angeles, 24 giugno 1966) è una cantautrice statunitense, frontwoman dei gruppi alternative rock Mazzy Star e Hope Sandoval & the Warm Inventions.

## Biografia

### Esordi con Opal e Mazzy Star
Nata a Los Angeles in una famiglia di origine messicana, esordisce ventenne nel 1986 nel duo folk dei Going Home con l'amica Sylvia Gomez, che riscuote un discreto successo nei club californiani. In seguito a questa esperienza, nel 1987, Hope entra a far parte degli Opal dopo l'uscita dal gruppo di Kendra Smith. Con il gruppo incide l'album She Hangs Brightly, che però uscirà a nome Mazzy Star nel 1990. Con i Mazzy Star Hope realizza altri due album: So Tonight That I Might See del 1993 e Among My Swan del 1996.

### Hope Sandoval & Warm Inventions
Momentaneamente abbandonato il progetto Mazzy Star, forma una nuova band, chiamata Hope Sandoval & the Warm Inventions, di cui fa parte anche il batterista dei My Bloody Valentine Colm Ó Cíosóig, con cui pubblica nel 2000 l'EP At the Doorway Again, anticipatore dell'album Bavarian Fruit Bread (Rough Trade, 2001), album che mette in risalto le doti canore e compositive della cantante, attraverso brani come Suzanne o Feeling of Gaze. Al disco collabora anche William Reid (The Jesus and Mary Chain) che scrive Drop.
Collabora anche con altri artisti, tra cui: Air, Death in Vegas, Vetiver, The Chemical Brothers, The Twilight Singers, Le Volume Coubre, Richard X, Bert Jansch, The Jesus and Mary Chain e Massive Attack. Il 29 settembre 2009, a 8 anni di distanza da Bavarian Fruit Bread, esce Through the Devil Softly. Il disco, registrato tra la Carolina del Nord e l'Irlanda, riprende il discorso intrapreso col precedente album. Nel 2010 partecipa all'album Heligoland del collettivo inglese dei Massive Attack offrendo la voce per la traccia Paradise Circus.

### Ritorno dei Mazzy Star
Nel 2011 riforma i Mazzy Star, con cui pubblica un singolo e due anni dopo un nuovo album Seasons of Your Day. Il disco, registrato in California e Norvegia, è prodotto dalla stessa Sandoval e da David Roback. Nel 2016 ritorna con i Warm Inventions con cui realizza il nuovo album Until the Hunter.

## Discografia

### Discografia con i Mazzy Star

#### Album in studio
- 1990 - She Hangs Brightly
- 1993 - So Tonight That I Might See
- 1996 - Among My Swan
- 2013 - Seasons of Your Day

#### Singoli
- 1990 - Halah
- 1990 - Blue Flower
- 1993 - Five String Serenade
- 1994 - Fade into You
- 1995 - She's My Baby
- 1996 - Flowers in December
- 1996 - I've Been Let Down/Roseblood
- 2011 - Common Burn/Lay Myself Down
- 2013 - California
- 2013 - Seasons of Your Day/Sparrow

### Discografia con gli Hope Sandoval and the Warm Inventions

#### Album in studio
- 2001 - Bavarian Fruit Bread
- 2009 - Through The Devil Softly
- 2016 - Until the Hunter

#### EP
- 2000 - At the Doorway Again
- 2002 - Suzanne
- 2017 - Son Of A Lady

#### Singoli
- 2002 - On The Low
- 2009 - Blanchard
- 2010 - Golden Hair
- 2016 - Let Me Get There (con Kurt Vile)
- 2016 - Isn't It True

### Da solista

#### Collaborazioni
- 2003 - Air Cherry Blossom Girl
- 2016 - Massive Attack The Spoils